# Platypalpus annularis
Platypalpus annularis är en tvåvingeart som beskrevs av Mario Bezzi 1909. Platypalpus annularis ingår i släktet Platypalpus och familjen puckeldansflugor. Inga underarter finns listade i Catalogue of Life.